# Gajah Sakti (Mandau)
Gajah Sakti is een bestuurslaag in het regentschap Bengkalis van de provincie Riau, Indonesië. Gajah Sakti telt 12.115 inwoners (volkstelling 2010).